# Ernesto I, Duque de Saxe-Gota
Ernesto I (em alemão:  Ernst I, Altemburgo, 25 de dezembro de 1601 - Gota, 26 de março de 1675) , chamado "Ernesto, o Devoto", foi Duque de Saxe-Gota e Duque de Saxe-Altemburgo, de 1672 a 1675. Esses territórios foram mais tarde unidos no Ducado de Saxe-Gota-Altemburgo.
Era o nono filho, mas sexto sobrevivente, de João II, Duque de Saxe-Weimar e da sua esposa, a princesa Doroteia Maria de Anhalt. A sua mãe era neta de Cristóvão, Duque de Württemberg e bisneta de Ulrico, Duque de Württemberg.

## Vida
Depois de ficar órfão ainda novo (o seu pai morreu em 1605 e a sua mãe em 1617), Ernesto foi criado rigorosamente, tornando-se dotado e precoce, mas fraco fisicamente. Não demorou a mostrar características da piedade da altura. Quando governante, devido ao seu carácter e habilidade no governo, bem como pela atenção pessoal que prestava aos assuntos de estado, deu início a uma era dourada para os seus súbditos após a destruição causada pela Guerra dos Trinta Anos. Devido a uma gerência ponderada, que não excluía generosidades apropriadas nem ostentação em ocasiões convenientes, libertou o seu estado das dividas, deixou uma soma considerável aquando da sua morte no tesouro e baixou os impostos. Dedicou-se muito à segurança pública e à criação de um sistema judicial sem corrupção e eficiente e as suas leis serviram de modelo para outros estados.
Não foi suficientemente moderno para banir a tortura, embora a tenha limitado e, durante um século marcado pela perseguição às bruxas, deixou-se levar pela ilusão comum, embora não fosse grande adepto da superstição noutras áreas e fosse contra a alquimia. Proibiu os duelos e instaurou a pena de morte a quem os praticasse de forma a causar a morte a alguém.
Em 1640, graças a um tratado de partilhas que realizou com os irmãos, Ernesto recebeu os territórios de Gota.
As suas leis não foram concebidas segundo o espírito das ideias modernas de liberdade individual. Proibiam noivados secretos, tentaram regular a forma como os súbditos se deviam vestir e chegam até a regular estábulos, cozinhas e caves. Apesar de tudo, as suas leis também promoveram a agricultura, o comércio, a aprendizagem e as artes. O seu palácio Friedenstein em Gota foi reconstruído e a sua colecção de arte iniciou-se graças a Ernesto. A sua biblioteca tornou-se uma das maiores da Alemanha. Foram construídas igrejas e graças ao seu Schulmethodus de 1642, Ernesto tornou-se o fundador da actual escola de gramática. Havia um ditado popular que dizia que os seus camponeses tinham mais educação do que os homens das cidades e nobres noutros lugares e, quando o duque morreu, foi dito que não havia ninguém nos seus territórios que não soubesse ler e escrever. Mandou construir uma escola secundária (ou Ginásio, em alemão) em Gota que se tornou uma escola modelo e atraía alunos não só de todas as terras da Alemanha, mas também da Suécia, Rússia, Polónia e Hungria. De forma semelhante também apoiou a Universidade de Jena, aumentando os seus fundos e a regular os seus estudos, dando uma importância excessiva ao lado religioso. Pode colocar-se o mesmo defeito nos seus esforços no que diz respeito a assuntos eclesiásticos que lhe valeram a alcunha de "Ernesto rezador". Mas pode encontrar-se uma justificação para esta atitude na desmoralização que tinha sido causada pela guerra. A Bíblia era o seu livro diário e fez todos os esforços para tornar o seu povo religioso seguindo um padrão luterano rigoroso. A instrução religiosa, que consistia em exercícios catedráticos sem a história da Bíblia, manteve-se inalterada até em anos mais avançados e, naturalmente, a compulsão rígida em alguns casos derrotou o seu propósito. Surpreendentemente, o sistema de Ernesto manteve-se. Ainda existe actualmente, ainda que ligeiramente modificado ou ignorado.
Os seus esforços a favor do protestantismo não se limitaram aos seus territórios. Intercedeu junto ao imperador pelos membros da sua religião e queria recebê-los em Gota. Tornou-se benfeitor da Igreja Evangélica Luterana dos alemães em Moscovo e tinha relações de amizade com o czar. Chegou mesmo a enviar uma embaixada para introduzir o luteranismo na actual Etiópia, mas a sua missão não foi bem-sucedida. A forma como cuidava da sua família era uma imitação da forma como governava os seus territórios: havia uma disciplina rigorosa na corte. A sua vida era simples e aplicada, regulada por todos os lados por exercícios religiosos. Acrescentavam-se regras às regras. Não se ignorava nenhum pormenor que pudesse promover o desenvolvimento espiritual e físico dos seus filhos e a sua educação religiosa foi levada ao extremo. Apesar de tudo, todos os seus filhos se tornaram bem-educados e Ernesto morreu com o cognome de "pai e salvador do seu povo." Oliver Cromwell achava-o um dos príncipes mais sagazes. Ernesto representava a ideia do príncipe patriarcal protestante do governador cristão do Estado e da Igreja que se preocupava realmente por ambos.

## Descendência
Ernesto casou-se a 24 de Outubro de 1636 com a sua prima, a duquesa Isabel Sofia de Saxe-Altemburgo. Por causa deste casamento, os territórios de Saxe-Gota e Saxe-Altemburgo foram unificados quando o último duque da linha (o primo de Isabel), morreu sem filhos em 1672. Ernesto e Isabel Sofia tiveram dezoito filhos:
1. João Ernesto de Saxe-Gota (18 de setembro de 1638 – 27 de novembro de 1638), morreu com um mês de idade.
2. Isabel Doroteia de Saxe-Gota-Altemburgo (8 de janeiro de 1640 – 24 de agosto de 1709), casada com o conde Luís VI, Conde de Hesse-Darmstadt; com descendência.
3. João Ernesto de Saxe-Gota-Altemburgo (16 de maio de 1641 – 31 de dezembro de 1657), morreu de varíola aos dezasseis anos de idade.
4. Cristiano de Saxe-Gota-Altemburgo (nascido e morto a 23 de Fevereiro de 1642).
5. Sofia de Saxe-Gota-Altemburgo (21 de fevereiro de 1643 – 14 de dezembro de 1657), morreu de varíola aos catorze anos de idade.
6. Joana de Saxe-Gota-Altemburgo (14 de fevereiro de 1645 – 7 de dezembro de 1657), morreu, possivelmente de varíola, aos doze anos de idade.
7. Frederico I, Duque de Saxe-Gota-Altemburgo (15 de julho de 1646 – 2 de agosto de 1691), casado primeiro com a duquesa Madalena Sibila de Saxe-Weissenfels; com descendência. Casado depois com Cristina de Baden-Durlach; sem descendência.
8. Alberto V, Duque de Saxe-Coburgo (24 de maio de 1648 – 6 de agosto de 1699), casado primeiro com a duquesa Maria Isabel de Brunsvique-Volfembutel; com descendência. Casado depois com Susanne Elisabeth Kempinsky; sem descendência.
9. Bernardo I, Duque de Saxe-Meiningen (10 de setembro de 1649 – 27 de abril de 1706), casado primeiro com Maria Edviges de Hesse-Darmstadt; com descendência. Casado depois com Isabel Leonor de Brunswick-Wolfenbüttel; com descendência.
10. Henrique de Saxe-Römhild (19 de novembro de 1650 – 13 de maio de 1710), casado com Maria Isabel de Hesse-Darmstadt; sem descendência.
11. Cristiano de Saxe-Eisenberg (6 de janeiro de 1653 – 28 de abril de 1707), casado com Cristiana de Saxe-Merseburgo; com descendência. Casado depois com Sofia Maria de Hesse-Darmstadt; sem descendência.
12. Doroteia Maria de Saxe-Gota-Altemburgo (12 de fevereiro de 1654 – 17 de junho de 1682), morreu aos vinte-e-oito anos solteira e sem descendência.# Ernesto, Duque de Saxe-Hildburghausen (12 de junho de 1655 – 17 de outubro de 1715), casado com Sofia de Waldeck; com descendência.
13. João Filipe de Saxe-Gota-Altemburgo (1 de março de 1657 – 19 de maio de 1657), morreu aos dois meses de idade, possivelmente de varíola.
14. João Ernesto IV, Duque de Saxe-Coburgo-Saalfeld (22 de agosto de 1658 – 17 de fevereiro de 1729), casado com Sofia Edviges de Saxe-Merseburgo; com descendência. Casado depois com Carlota Joana de Waldeck-Wildungen; com descendência.
15. Joana Isabel de Saxe-Gota-Altemburgo (2 de setembro de 1660 – 18 de dezembro de 1660), morreu aos três meses de idade.
16. João Filipe de Saxe-Gota-Altemburgo (16 de novembro de 1661 – 13 de março de 1662), morreu aos quatro meses de idade.
17. Sofia Isabel de Saxe-Gota-Altemburgo (19 de maio de 1663 – 23 de maio de 1663), morreu com quatro dias de idade.

O seu filho mais velho, Frederico foi o primeiro a herdar este título. A sua neta deste filho, a duquesa Ana Sofia de Saxe-Gota-Altemburgo, era uma ancestral directa pela linha materna do czar Nicolau II da Rússia. O seu filho mais novo, João, era pai do duque Francisco Josias de Saxe-Coburgo-Saalfeld.

## Genealogia
| Ernesto I de Saxe-Gota | Pai: João II, Duque de Saxe-Weimar | Avô paterno: João Guilherme, Duque de Saxe-Weimar  | Bisavô paterno: João Frederico I, Eleitor da Saxônia            |
| Ernesto I de Saxe-Gota | Pai: João II, Duque de Saxe-Weimar | Avô paterno: João Guilherme, Duque de Saxe-Weimar  | Bisavó paterna: Síbila de Cleves                                |
| Ernesto I de Saxe-Gota | Pai: João II, Duque de Saxe-Weimar | Avó paterna: Doroteia Susana do Palatinado-Simmern | Bisavô paterno: Frederico III, Eleitor Palatino                 |
| Ernesto I de Saxe-Gota | Pai: João II, Duque de Saxe-Weimar | Avó paterna: Doroteia Susana do Palatinado-Simmern | Bisavó paterna: Maria de Brandenburg-Kulmbach                   |
| Ernesto I de Saxe-Gota | Mãe: Doroteia Maria de Anhalt      | Avô materno: Joaquim Ernesto, Príncipe de Anhalt   | Bisavô materno: João V, Príncipe de Anhalt-Zerbst               |
| Ernesto I de Saxe-Gota | Mãe: Doroteia Maria de Anhalt      | Avô materno: Joaquim Ernesto, Príncipe de Anhalt   | Bisavó materna: Margarida de Brandemburgo, Duquesa da Pomerânia |
| Ernesto I de Saxe-Gota | Mãe: Doroteia Maria de Anhalt      | Avó materna: Leonor de Württemberg                 | Bisavô materno: Cristóvão, Duque de Württemberg                 |
| Ernesto I de Saxe-Gota | Mãe: Doroteia Maria de Anhalt      | Avó materna: Leonor de Württemberg                 | Bisavó materna: Ana Maria de Brandenburg-Ansbach                |